# Застава Бутана
Застава Бутана се састоји од белог змаја на црвеној и наранџастој подлози. Застава је подељена дијагоналом из доњег левог угла на два троугла. Горњи троугао је жут а доњи наранџаст. Змај је смештен на граничну линију, окренут ка доњем углу.
Ова застава са мањим изменама се користи од 19. века, а свој садашњи облик добила је 1960. године.
Змај приказан на застави је Пијани змај или Змај гром који представља локално име Бутана, земља Змаја. Змај има драгуље у својим канџама што представља богатство. Жута боја представља секуларну монархију а наранжаста будизам. 

## Галерија
- Застава Бутана
(1949-1956)